# Gordonibacter
Gordonibacter es un género de bacterias grampositivas de la familia Eggerthellaceae. Fue descrito en el año 2009. Su etimología hace referencia al profesor Jeffrey I. Gordon, de la Escuela de Medicina de la Universidad de Washington, Estados Unidos. Son bacterias anaerobias estrictas y de movilidad variable. Todas las especies se han aislado de heces humanas, y sólo se ha descrito un caso clínico de bacteriemia por Gordonibacter pamelaeae.

## Taxonomía
Actualmente existen 3 especies descritas:
- Gordonibacter faecis
- Gordonibacter pamelaeae
- Gordonibacter urolithinfaciens